# 奎奧格 (紐約州)
奎奧格（英語：Quiogue）是位於美國紐約州薩福克縣的普查規定居民點。

## 人口
根據2020年美國人口普查的數據，奎奧格的面積為4.37平方千米，當中陸地面積為3.26平方千米，而水域面積為1.11平方千米。當地共有人口1013人，而人口密度為每平方千米231.81人。